# Подулце
 Подулце (словен. Podulce) — поселення в общині Кршко, Споднєпосавський регіон, Словенія. Висота над рівнем моря: 240,7 м.